# Panecillo de perrito caliente

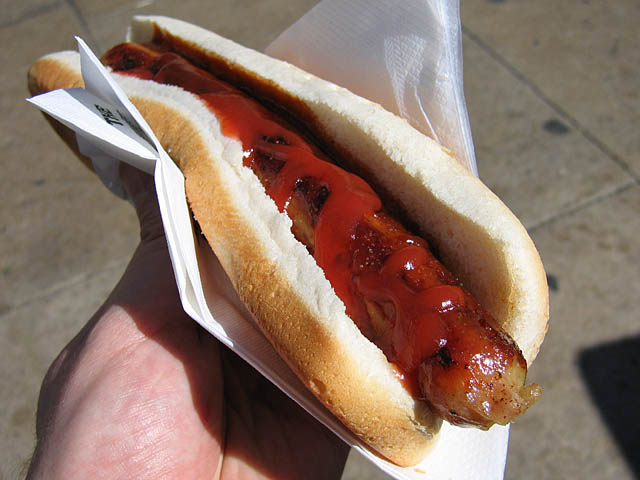
Un panecillo de perrito caliente abierto por el lado.

Un panecillo de perrito caliente es un tipo de panecillo con una forma diseñada para contener un perrito caliente. Hay dos tipos básicos: la abierta por un extremo y la abierta por un lateral. Las ventajas de la primera es que sujeta al perrito con mayor seguridad y permite un mejor envasado del producto final. Los panecillos de este tipo suelen hornearse en grupos, unidos por los laterales, y separándose a medida que se van necesitando. La variedad abierta por el lado dan mayor facilidad para añadir salsas y rellenos sin romperse.
Por regla general, la masa del mismo suele ser muy similar a la del pan de molde, si bien la forma y el tamaño pueden emular a una baguette pequeña (aunque más simétrico). Se expende comercialmente en supermercados, aunque también se elabora en las panaderías.
En Venezuela se le denomina pan para perros calientes o pan de perro caliente. En Argentina, Paraguay, y Uruguay pan para pancho. En Chile se le conoce como pan lengua, pan copihue o pan de completo y suele ser de mayor tamaño que el tradicional (mide 22 cm de largo mientras que el tradicional tan sólo mide 15 cm). Este último también se le conoce en Argentina como pan de superpancho y en Venezuela como pan de perro caliente Jumbo.